# حزب سوم (ایالات متحده آمریکا)
در ایالات متحده آمریکا واژه حزب سوم به کلیهٔ احزاب سیاسی، بجز احزاب اصلی دموکرات و جمهوری‌خواه گفته می‌شود. از این احزاب که عمدتاً کوچک نیز هستند با نام اقلیت نیز شناخته می‌شوند. بزرگترین احزاب سوم آمریکا، حزب لیبرترین، حزب سبز و حزب قانون اساسی هستند.
احزاب کوچک در ایالات متحده آمریکا که تاکنون نتوانسته‌اند در هیچ یک از انتخابات ریاست جمهوری ایالات متحده آمریکا به پیروزی برسند را احزاب سوم می‌نامند.
البته این احزاب در برخی از مقاطع توانسته‌اند در انتخابات کنگره ایالات متحده آمریکا پیروز شوند و نمایندگان خود را به مجلس نمایندگان ایالات متحده آمریکا یا مجلس سنای ایالات متحده آمریکا بفرستند.

## احزاب سوم

### محافظه‌کار
- حزب قانون اساسی

### ایالتی
- حزب استقلال آلاسکا

### میانه‌رو
- حزب ریفورم ایالات متحده آمریکا

### لیبرال
- حزب سبزها
- حزب پیشروی ورمونت
- حزب خانواده‌های کارگری

### کمونیست
- حزب کمونیست انقلابی آمریکا
- حزب کمونیست ایالات متحده آمریکا

## سوسیالیست
- حزب کار سوسیالیست آمریکا

## آزادیخواه
- حزب لیبرترین